# سیارک ۷۶۲
سیارک ۷۶۲ (به انگلیسی: 762 Pulcova، نامگذاری:1913SQ) هفتصد و شصت و دومین سیارک کشف شده‌است که در ۳ سپتامبر ۱۹۱۳ و در رصدخانه سایمیز کشف شد.
قدر مطلق سیارک برابر ۸٫۲۸ است.